# Carpostalagma signata
Carpostalagma signata är en fjärilsart som beskrevs av Talbot 1932. Carpostalagma signata ingår i släktet Carpostalagma och familjen björnspinnare. Inga underarter finns listade i Catalogue of Life.